# Craig Foster
Craig Foster   (Sud-àfrica, segle XX) és un director de documentals sudafricà, fundador del Sea Change Project. És conegut principalment per la seva pel·lícula My Octopus Teacher (2020).

## Carrera
L'any 2012, va cofundar el Sea Change Project, un grup sense ànim de lucre dedicat a protegir la vida marina i conscienciar a la gent sobre la importància del bosc de varec de Sud-àfrica.
Quan va dirigir The Great Dance: A Hunter's Story (2000) i My Hunter's Heart (2010), va aprendre sobre les tècniques de rastreig animal desenvolupades pel poble San del desert del Kalahari.

### My Octopus Teacher
Foster va protagonitzar, produir i filmar un documental del 2020 per a Netflix, My Octopus Teacher, que van dirigir Pippa Ehrlich i James Reed. En el documental presenta la seva experiència bussejant per un bosc de varec, en una zona remota a False Bay, a prop de Ciutat de Cap en el Cap Occidental de Sud-àfrica, cada dia per un any. Allà va trobar un pop comú femella amb la que es va relacionar de manera continuada fins que es va guanyar la seva confiança; el la que visitar i filmar cada dia al llarg d'un any. Va començar la filmació l'any 2010; el documental es va elaborar al llarg de deu anys i és el primer sobre naturalesa sud-africana a Netflix Original.

## Reconeixement
Durant el decurs de la seva activitat subaquàtica descobrí vuit espècies noves de gamba. Una d'elles, Heteromysis fosteri, conté el seu cognom.

## Publicacions
És el coautor de Sea Change - Primal Joy and the Art of Underwater Tracking.

## Filmografia
Els projectes de pel·lícula inclouen:
- The Great Dance: A Hunter's Story (2000, director)
- Africa Unbottled (2001, director)
- Cosmic Africa(2003, director)
- My Hunter's Heart (2010, director)
- Into the Dragon's Lair (2010, director de fotografia)
- Wild Walk (2010 sèrie de televisió, director)
- Touching the Dragon (2013, director)
- Dragons Feast (2014 documental per a televisió, director)
- My Octopus Teacher (2020, productor, fotografia, protagonista)[2]